# Horst Rademacher (Politiker)
Horst Rademacher (* 27. Mai 1923; † 17. November 1990) war ein deutscher Wirtschafts- und Sozialpolitiker (SED). Er war Leiter des Staatlichen Amtes bzw. Staatssekretär für Arbeit und Löhne der DDR.

## Leben
Rademacher war in den 1950er Jahren Mitarbeiter, Hauptreferent, Abteilungs- und Sektorenleiter im Volkswirtschaftsrat und in der Staatlichen Plankommission. Anschließend war er Abteilungsleiter im Staatlichen Amt für Arbeit und Löhne und von August 1967 bis August 1972 als Nachfolger von Hellmuth Geyer Leiter des Staatlichen Amtes für Arbeit und Löhne beim Ministerrat der DDR bzw. ab August 1972 Staatssekretär für Arbeit und Löhne. Im April 1977 wurde er durch Wolfgang Beyreuther als Staatssekretär abgelöst und war dann bis 1987 Erster Stellvertreter des Staatssekretärs für Arbeit und Löhne. 
Von 1968 bis 1982 gehörte Rademacher als Mitglied dem Bundesvorstand des FDGB an.

## Auszeichnungen
- Vaterländischer Verdienstorden in Bronze (1972) und in Silber (1977)

## Werke (Auswahl)
- Die Arbeitskräfteressourcen unserer Gesellschaft und ihr rationeller Einsatz. In: Einheit, 15 (1960), S. 51–64.
- Mehrschichtarbeit – eine zwingende Notwendigkeit. In: Arbeit und Arbeitsrecht, Heft 7 (1970), S. 195–199.
- 25 Jahre DDR – 25 Jahre erfolgreiche Arbeit und Sozialpolitik. In: Arbeit und Arbeitsrecht, Heft 18 (1974).